# Boreioglycaspis denigrata
Boreioglycaspis denigrata är en insektsart som först beskrevs av Moore 1970.  Boreioglycaspis denigrata ingår i släktet Boreioglycaspis och familjen rundbladloppor. Inga underarter finns listade i Catalogue of Life.